# Dienste für Menschen

Das Logo – Dienste für Menschen gGmbH

Die Dienste für Menschen gGmbH mit Sitz in Esslingen am Neckar betreibt als großer diakonischer Altenhilfeträger Pflegeheime, Wohnstifte, ambulante Dienste. Dienste für Menschen ist Mitglied im Diakonischen Werk Württemberg.

## Geschichte
Die Dienste für Menschen gGmbH entstand aus dem Verband Schwäbischer Feierabendheime e. V. und ist ein Verbund von sozialen Unternehmen.
Der Verband selbst geht zurück auf den 1957 gegründeten Feierabendverein Waiblingen e. V. Zum Gründungszeitpunkt war es das Ziel des Vereins, in Waiblingen ein Alten- und Pflegeheim zu schaffen. 1965 konnte mit dem Bau des Feierabendheimes in Waiblingen begonnen werden. Aus diesem Feierabendheim heraus wurde 1967 der Verband Schwäbischer Feierabendheime e. V. gegründet. 2001 wurde der Verein in Dienste für Menschen e. V. umbenannt, seit 2004 ist das Unternehmen eine gemeinnützige GmbH.
Zum Verband gehörten acht Tochtergesellschaften, die alle mittelbar oder unmittelbar im Bereich der Altenhilfe tätig waren.
Aus dem Verband Schwäbischer Feierabendheime e. V. wurden 1989–1992 die Paul-Lempp-Stiftung, die AERPAH Krankenhausgesellschaft mbH und die Diakonie Mobil GmbH ausgegliedert. Alle vier Unternehmen wurden im Jahre 2001 unter dem Namen Unternehmensgruppe Dienste für Menschen e. V. zusammengefasst. Danach wurden die Feierabendheime Thüringen GmbH, Feierabendheime in Sachsen GmbH, Paul-Lempp-Stiftung Marketing GmbH und Dienste für Menschen Hauswirtschaft GmbH gegründet.
Für die Aktivitäten in den Bundesländern wurden mit den Firmen Feierabendheime in Sachsen GmbH 1995 und Feierabendheime in Bayern GmbH 1999 eigene Gesellschaften gegründet. 2006 wurden sie in Dienste für Menschen Sachsen gGmbH und Dienste für Menschen Bayern gGmbH umbenannt.

## Organisation
Zur Dienste für Menschen gGmbH gehören vier Tochtergesellschaften:
- Dienste für Menschen Sachsen gGmbH
- Dienste für Menschen Bayern gGmbH
- Dienste für Menschen Baden gGmbH
- Dienste für Menschen H.W.D. Gesellschaft für Hauswirtschaftliche Dienstleistungen mbH.

Im Jahr 2017 hatte das Unternehmen 1.800 Mitarbeiter und betreute etwa 1.600 Pflegebedürftige in 21 Einrichtungen in den Bundesländern Baden-Württemberg, Bayern und Sachsen. Im betreuten Wohnen gab es rund 350 Wohnungen. Des Weiteren betreiben acht ambulante Pflegedienste die häusliche Krankenpflege. An den meisten Standorten sind mehrere Angebote zugleich vorhanden.

## Standorte
- Backnang: Wohnstift am Berg, Pflegestift Backnang, Diakonischer Ambulanter Dienst Rems-Murr
- Beutelsbach Pflegestift Luitgardheim (Beutelsbach)
- Birkenfeld: Pflegeheim Birkenfeld, Wohnstift Birkenfeld
- Ebersbach an der Fils: Pflege- und Wohnstift Ebersbach/Fils, Diakoniestation Ebersbach/Fils
- Ebersbach (Sachsen): Pflegestift Oberland, Pflegestift an der Bleichstraße
- Esslingen am Neckar: Pflegestift Kennenburg, Quartier am Hainbach, Diakoniestation Esslingen
- Gundelsheim: Pflegestift Gundelsheim
- Görlitz: Pflegestift Görlitz-Rauschwalde, Diakonischer Ambulanter Dienst
- Köngen: Pflegestift Köngen
- Löbau: Pflegestift Löbau-Nord
- Pforzheim: Pflegestift Pforzheim
- Schömberg: Diakoniestation Schömberg
- Schwäbisch Hall: Pflege- und Wohnstift Teurershof, Seniorenwohnstift „Horst Kleiner“, Ambulanter Dienst Schwäbisch Hall-Ihre Diakoniestation
- Rosenberg: Pflegestift Rosenberg
- Rosengarten: Pflegestift Rosengarten-Vohenstein in Rosengarten-Westheim
- Schwaikheim: Seniorenwohnanlage Schwaikheim
- Seifhennersdorf: Pflegestift Seifhennersdorf
- Stuttgart-Münster: Pflege- und Wohnstift Stuttgart/Münster, Diakoniestation Münster
- Vellberg: Pflegestift Vellberg
- Waiblingen: Pflegestift Waiblingen
- Waldmünchen: Pflegestift Waldmünchen
- Weinsberg: Pflege- und Wohnstift Weinsberg, Diakoniestation Weinsberg

## Gisela-Rehfeld-Preis
Benannt wurde der von der Firma Rölke Pharma ausgeschriebene Preis nach der Geschäftsführerin der Dienste für Menschen gGmbH Gisela Rehfeld. Die Arbeiten sollten sich an der Zielsetzung von Gisela Rehfeld ausrichten, die Position der Pflege im interdisziplinären geriatrischen Team zu fördern, sowie den ganzheitlichen Zugang zum älteren Menschen generell und damit deren Lebensqualität zu unterstützen.

## Sonstiges
Die „Fünf Esslinger“ sind Gymnastikübungen zur Erhaltung der Fitness. Die Übungen wurden in Esslingen entwickelt und in Gaggenau erprobt. Martin Runge, Ärztlicher Direktor der Aerpah-Klinik Esslingen-Kennenburg, hat diese Übungen entwickelt. Die „Fünf Esslinger“ zielen auf die Schwachstellen, die die Altersmedizin erforscht hat. Lebenslange Fitness benötigt Kraft, Schnelligkeit, Beweglichkeit, Ausdauer und Koordination/Balance. Um Stürze im Alter zu vermeiden, wird ein Schwerpunkt auf die Muskulatur in der Umgebung des Hüftgelenks gelegt.